# Fab Five Freddy
Фред Брэтуэйт (англ. Fred Brathwaite) (род. 31 августа 1959, Бедфорд — Стайвесант, Бруклин, Нью-Йорк, США), более известный как Fab 5 Freddy — американский граффити-художник, актёр, сценарист, кинорежиссёр, рэпер, телеведущий и хип-хоп-пионер.
Он появился в нью-йоркской андеграундной творческой сцене в конце 1970-х годов как популярный граффити-художник команды The Fabulous 5 и постоянный гость на шоу Гленна О’Брайэна TV Party. Там он познакомился с Крисом Стейном и Дебби Харри. В 1981 году он был увековечен Дебби Харри из группы Blondie в песне «Rapture»: «Fab 5 Freddy сказал мне, что все классные» (англ. Fab 5 Freddy told me everybody’s fly).
В 1988 году Fab 5 Freddy стал первым ведущим новаторского и первого международного телевизионного музыкального хип-хоп-видеошоу Yo! MTV Raps. Благодаря популярности этого шоу Фредди стали приглашать в качестве ведущего церемоний награждении и музыкальных телепередач.
За свою кинокарьеру Фредди снялся в эпизодах десяти художественных и сорока документальных фильмов, а также в эпизодах четырёх телесериалов. Фэб Файв Фредди наиболее известен как создатель и композитор фильма Wild Style (с англ. — «Дикий стиль»), вышедшего на экраны в 1983 году.
В начале 90-х Фредди снял несколько видеоклипов для таких рэперов как Kool G Rap & DJ Polo, Shabba Ranks, Snoop Doggy Dogg, Nas, а также видео «Heal Yourself» для супергруппы H.E.A.L. В 2019 году Фэб Файв Фредди выпустил документальный фильм Grass is Greener, в котором он впервые выступил в качестве режиссёра фильма.

## Карьера

### Искусство и хип-хоп
Окончив среднюю школу в конце 70-х годов, Фредди стал членом Бруклинской граффити команды The Fabulous 5, известной разрисовыванием вагонов Нью-Йоркского метрополитена. Вместе с другим членом The Fabulous 5, Ли Киньонесом (англ. Lee Quiñones), под его руководством они начали переходить от уличных граффити к переходу в мир искусства, и в 1979 году они оба выставили свои работы в престижной галерее Рима в Италии, Galleria LaMedusa. В 1980 году он разрисовал поезд метро изображениями гигантских банок Campbell Soup в мультяшном стиле, после Энди Уорхола. Он был мостом между нью-йоркскими граффити и ранней рэп-сценой и сценами искусства и панк-музыки в центре города. «Я принёс всю музыку, хип-хоп, искусство, брейк-данс и городскую культуру к столу в центре города», - сказал он.
В конце 1980 года Гленн О’Брайэн снял Фредди и Ли Киньонеса в фильме New York Beat (который позже был выпущен под названием Downtown 81) (с англ. — «Ритм большого города»). Этот фильм показал жизнь легендарного граффити-художника Жан-Мишель Баския (1960 - 1988) и культуру, которая его окружала в Нижнем Манхэттене.
В апреле 1981 года Фредди совместно с граффити-художником Futura 2000 организовал художественную выставку Beyond Words, посвященную граффити, в клубе Mudd Club, в которой содержались их собственные работы вместе с работами Жан-Мишеля Баския, Rammellzee, Кита Харинга, Кенни Шарфа и других. Это был первый раз, когда многие участники хип-хоп-сцены Бронкса появились в центре искусства Нью-Йорка. О своих отношениях с арт-дилерами Фредди объясняет: «Они не знали меня, но слышали о граффити. Но они не понимали важности и значимости того, что произошло, потому что, видите, на самом деле всё сводится к тому, что моё происхождение в основном связано с порчей. Я порчу общественную собственность... В реальном мире в Нью-Йорке, где граффити стало тем, чем оно стало, был брак, который заключался в нанесении отметки человеком на эту пустую поверхность. Но та пустая поверхность, на которую нанёс свой рисунок человек, граффити, принадлежит кому-то». В следующем месяце Фредди был приглашён на выступление с Rock Steady Crew на передаче Генри Чалфанта «Граффити-Рок» в галерее Common Ground в Сохо (не путать с телешоу Граффити-Рок Холмена). Это шоу было отменено из-за насилия, но было перенесено на октябрь в другое место под названием The Kitchen.
После того, как Rock Steady Crew и Afrika Bambaataa были приглашены в качестве вступительного акта для британской группы Bow Wow Wow в ночном клубе The Ritz в сентябре 1981 года, Руза Блю решил пригласить их на курорт Негрил и начал ночь под названием «Wheels of Steel». Вечеринка стала настолько популярной, что она было закрыта пожарной службой из-за чрезмерной вместимости, и Фредди помог Блу (которого он назвал «Kool Lady Blue») найти другой дом для вечеринки. Вместе они выбрали роллердром The Roxy в Нью-Йорке, получивший национальную известность за съёмки в фильме Beat Street (1984).
В 1982 году Фредди выпустил сингл под названием «Change The Beat». На A-стороне 12-дюймового сингла Фредди читал рэп в песне на английском и французском языках, в то время как B-сторона была более короткой версией той же песни, на этот раз полностью исполненная на французском языке рэпером Beside, который был отмечен на релизе как Fab 5 Betty. Фредди использовал вокодер во время припева и в конце трека на стороне B. Когда бит останавливается в версии песни у Beside, Фредди говорит: «Аххххх, этот материал действительно свежий» (англ. Ahhhhh, this stuff is really fresh), фраза, которая, возможно, является наиболее используемым семплом в истории хип-хоп-музыки. Впервые она была использована в качестве скретча на сингле 1983 года Херби Хэнкока «Rockit», со скретчами легендарного диджея и тёрнтейблиста Grand Mixer DXT, и с тех пор используется в более чем 750 хип-хоп-треках.
Сингл Fab 5 Freddy «Change the Beat», выпущенный на лейбле Celluloid Records, также приведёт к четырём другим записям, включая песню о граффити рисунках Futura 2000 с музыкой в исполнении The Clash, и все они были выпущены вместе сначала во Франции, и вскоре за ним последовал первый хип-хоп-тур в Европе, объявленный как «New York City Rap» в 1982 году. Тур состоял из DJ Afrika Bambaataa, Grand Mixer D.ST and The Infinity Rappers, Rock Steady Crew, Futura 2000, Dondi, Phase Two, Fab 5 Freddy, Rammellzee и двойной нидерландский чемпион Макдональдс по скакалке. Они выступили в 10 городах Франции и дали два концерта в Лондоне. Хотя в то время во Франции не было выпущено ни одной американской хип-хоп-музыки, этот ныне легендарный тур создал там хип-хоп-движение, и Франция по-прежнему является вторым по величине рынком хип-хоп-музыки за пределами Америки.
Фильм Wild Style (с англ. — «Дикий стиль») — первый фильм, иллюстрирующий хип-хоп-культуру, вырос из идеи, которой Фредди должен был развеять миф о негативном изображении городской молодёжи Нью-Йорка и впервые связать брейк-данс, рэп, диджеинг и граффити под одним зонтом или ветками из того же дерева. Фредди познакомился с нью-йоркским андеграундным режиссёром Чарли Ахерном на оригинальной художественной выставке в Таймс-сквер в 1980 году, и вместе они начали планировать фильм. Вместе с гитаристом группы Blondie, Кристофером «Крис» Стейном, Фредди создал оригинальную музыку к фильму, был продюсером и сыграл одну из главных ролей в роли харизматичного промоутера хип-хоп-клуба в Бронксе и бывшего граффити-художника Фэйда.
Fab 5 Freddy считается одним из архитекторов движения «уличного искусства», которым он занимался в начале 1980-х годов вместе с Ли Киньонесом, Жан-Мишелем Баския, Китом Харингом и другими.
20 апреля 2019 года на стрим-сервисе Netflix состоялась премьера документального фильма Grass is Greener, в котором он впервые выступил в качестве режиссёра фильма.
Фредди был креативным директором выставки хип-хоп-фотографий под названием Contact High: A Visual History of Hip-Hop, основанной на одноимённой книге 2018 года, созданной и написанной Викки Тобак (англ. Vikki Tobak). Выставка была организована Пространством Анненберга для фотографии в Лос-Анджелесе. В течение нескольких месяцев до и во время выставки Фэб Файв Фредди принимал участие в нескольких групповых дискуссиях и лекциях по поводу шоу.

### Медиа работа
Fab 5 Freddy упоминается в хитовой песне группы Blondie «Rapture» 1981 года. Фредди даже снялся в видеоклипе на эту песню в качестве граффити-художника на заднем плане. GrandMaster Flash, который также был упомянут в этой песне, не появился в день съёмок, поэтому художник Жан-Мишель Баския занял его место за проигрывателями. «Rapture» стал первым хип-хоп-видео, которое было показано на MTV.
В 1983 году Fab 5 Freddy выпустили хип-хоп-версию Eisgekühlter Bommerlunder под названием Hip Hop Bommi Bop вместе с немецкой панк-рок-группой Die Toten Hosen, которая является первой совместной панк и хип-хоп-песней. В 1988 году Фредди стал первым хип-хоп-виджеем, ведущим шоу музыкальных видеоклипов под названием Yo! MTV Raps. Позже он стал помощником продюсера фильма 1991 года Нью-Джек-Сити, в котором он также снялся.
В начале 90-х Фредди начал снимать видео для рэперов, таких как KRS-One, Shabba Ranks, Queen Latifah, EPMD и других. 
В 1992 году мультимедийная звезда собрала словарь хип-хоп-сленга под названием «Fresh Fly Flavor». В 1994 году Фредди снял видеоклип на песню «One Love» рэпера Nas. В 2007 году он сыграл убитого рэп-исполнителя по имени Терренс «Фулла Т» Смит в сериале Закон и порядок: Преступное намерение в эпизоде «Flipped». В том же году он снялся в небольшой эпизодической роли в фильме Гангстер режиссёра Ридли Скотта. В 2008 году он появился в качестве специального гостя на свадьбе в фильме Рэйчел выходит замуж вместе с другими известными музыкантами по задумке продюсера Джонатана Демми, чтобы улучшить обширный и разнообразный саундтрек и участников свадьбы, в отличие от обычной двойственности традиционной свадьбы. В 2016 году он сыграл роль Аттикуса Ховарда в четвёртом эпизоде 7-го сезона полицейской процессуальной драмы CBS Голубая кровь.
11 августа 2017 года Фредди появился в качестве анимации в Google Doodle, который отметил 44-ю годовщину использования пионером DJ Kool Herc длинных проигрышей в хип-хопе.

## Дискография
- Blondie And Freddie — «Yuletide Throw Down» (сингл) (1981)
- Fab 5 Freddy / Beside — «Change The Beat» (сингл) (1982)
- Wild Style (саундтрек) (1983) (музыкальный руководитель, композитор, продюсер) («Cuckoo Clocking», «Down By Law»)
- Vex Ruffin, Fab 5 Freddy — «The Balance» (12", Single) (2017)
- Роксана Роксана (саундтрек) («Change The Beat») (2017)

## Фильмография
| Художественные фильмы | Художественные фильмы                                    | Художественные фильмы                   |
| Год                   | Название                                                 | Роль                                    |
| --------------------- | -------------------------------------------------------- | --------------------------------------- |
| 1981                  | New York Beat Movie / Downtown 81 (Ритм большого города) | в роли граффити-артиста                 |
| 1983                  | Wild Style (Дикий стиль)                                 | в роли Фейда                            |
| 1986                  | She's Gotta Have It (Ей это нужно позарез)               | в роли собаки #10                       |
| 1991                  | New Jack City (Нью-Джек-Сити)                            | в роли мастера церемоний                |
| 1992                  | Juice (Авторитет)                                        | в роли самого себя                      |
| 1993                  | Who’s The Man? (Кто этот тип?)                           | в роли самого себя                      |
| 2004                  | The Manchurian Candidate (Маньчжурский кандидат)         | в роли политического деятеля            |
| 2007                  | American Gangster (Гангстер)                             | в роли Смоллз Патрон                    |
| 2008                  | Rachel Getting Married (Рэйчел выходит замуж)            | в роли гостя репетиции свадебного ужина |
| 2016                  | Barry                                                    | в роли Рамика                           |

| Документальные фильмы | Документальные фильмы                                                                                      |
| Год                   | Название                                                                                                   |
| --------------------- | --- |
| 1989                  | Art/New York (TV Series documentary), эпизод «Programs No. 30 & 30A: Jean-Michel Basquiat, Parts I and II» |
| 1990                  | The Stop The Violence Video: Overcoming Self Destruction                                                   |
| 1994                  | MTV's Freaks, Nerds & Weirdos (TV Movie)                                                                   |
| 2001                  | MTV 20: Live & Almost Legal (TV Movie documentary)                                                         |
| 2001                  | The Freshest Kids (Video documentary)                                                                      |
| 2003                  | Tupac: Resurrection (Тупак: Воскрешение) (Documentary)                                                     |
| 2004                  | Class of '80 Debbie Harry (TV Movie documentary)                                                           |
| 2004                  | And You Don't Stop: 30 Years of Hip-Hop (TV Mini-Series documentary)                                       |
| 2005                  | TV Party (Video documentary)                                                                               |
| 2005                  | New Jack City: A Hip Hop Classic (Video documentary short)                                                 |
| 2006                  | VH1 Goes Inside (TV Series documentary), эпизод «Yo! MTV Raps»                                             |
| 2006                  | Ali Rap (TV Movie)                                                                                         |
| 2008                  | Malcolm's Echo: The Legacy of Malcolm X                                                                    |
| 2008                  | The Universe of Keith Haring                                                                               |
| 2009                  | Burning Down the House: The Story of CBGB                                                                  |
| 2009                  | Downtown Calling                                                                                           |
| 2010                  | Jean-Michel Basquiat: The Radiant Child                                                                    |
| 2010                  | Blank City                                                                                                 |
| 2011                  | Art in the Streets (TV Series documentary)                                                                 |
| 2011                  | Outside In: The Story of Art in the Streets (Documentary short)                                            |
| 2011                  | Gray: Live at the New Museum                                                                               |
| 2013                  | Picasso Baby: A Performance Art Film (TV Short documentary)                                                |
| 2013                  | Jamel Shabazz Street Photographer                                                                          |
| 2013                  | Supermensch: The Legend of Shep Gordon                                                                     |
| 2014                  | The Tanning of America (TV Mini-Series documentary)                                                        |
| 2014                  | Time Is Illmatic                                                                                           |
| 2015                  | Hustlers Convention                                                                                        |
| 2016                  | Hip-Hop Evolution («The Underground to the Mainstream», «The Foundation»)                                  |
| 2017                  | Unsung Hollywood: Ice-T (TV Series documentary)                                                            |
| 2017                  | Boom for Real: The Late Teenage Years of Jean-Michel Basquiat                                              |
| 2017                  | Who Shot Biggie & Tupac? (TV Movie documentary)                                                            |
| 2017                  | Basquiat: Rage to Riches (TV Movie documentary)                                                            |
| 2017                  | Can't Stop, Won't Stop: A Bad Boy Story                                                                    |
| 2017                  | The Nineties (TV Series documentary), эпизод «Isn’t It Ironic»                                             |
| 2018                  | The '80s Greatest (TV Series documentary), эпизод «The Culture Clash»                                      |
| 2018                  | Debbie Harry: Atomic Blondie (TV Movie documentary)                                                        |
| 2018                  | Anthony Bourdain: Parts Unknown: Lower East Side (TV Series documentary)                                   |
| 2019                  | Contact High: A Visual History of Hip-Hop (Short)                                                          |
| 2019                  | Biography: I Want My MTV (Documentary)                                                                     |
| 2019                  | Eazy E & Venice Locals (A Historic Day in the Brotherhood of Hip Hop and Skateboarding)                    |

| Телевизионные сериалы | Телевизионные сериалы                                                                  |
| Год                   | Название                                                                               |
| --------------------- | -------------------------------------------------------------------------------------- |
| 2007                  | Law & Order: Criminal Intent (Закон и порядок: Преступное намерение), эпизод «Flipped» |
| 2016                  | Luke Cage (Люк Кейдж), эпизод «You Know My Steez»                                      |
| 2016                  | Blue Bloods (Голубая кровь), эпизод «Mob Rules»                                        |
| 2017                  | She's Gotta Have It (Ей это нужно позарез), эпизод «#HeGotItAllMixedUp (DYSLEXIA)»     |

| Телевизионные передачи | Телевизионные передачи                                                      |
| Год                    | Название                                                                    |
| ---------------------- | --------------------------------------------------------------------------- |
| 1988-1995              | Yo! MTV Raps                                                                |
| 1989                   | MTV Video Music Awards 1990 (TV Special)                                    |
| 1990                   | MTV Video Music Awards 1990 (TV Special)                                    |
| 1994                   | MTV Video Music Awards 1994 (TV Special)                                    |
| 1999                   | MTV's Total Request Live, эпизод от 11 марта 1999 года                      |
| 1999                   | BET's Top 25 Countdown                                                      |
| 2001                   | VH1 Presents the 80's (TV Mini-Series)                                      |
| 2004                   | Hip-Hop Honors (TV Special)                                                 |
| 2005                   | 2nd Annual VH1 Hip-Hop Honors (TV Special)                                  |
| 2006                   | 3rd Annual VH1 Hip-Hop Honors (TV Special)                                  |
| 2007                   | 4th Annual VH1 Hip-Hop Honors (TV Special)                                  |
| 2007                   | The Heart of Hip Hop with Fab 5 Freddy (TV Series)                          |
| 2010                   | VH1 Rock Docs (TV Series), эпизод «Soul Train: The Hippest Trip in America» |
| 2011                   | NB80's (TV Mini-Series), эпизод «Volume 1, 2, 3, 4, 5»                      |
| 2012                   | 40 Greatest Yo! MTV Raps Moments (TV Movie)                                 |
| 2013                   | NB90's (TV Mini-Series), эпизод «Volume 1, 2, 3, 4, 5»                      |
| 2015                   | Retro 30 (TV Series), эпизод от 12 апреля 2015 года                         |
| 2017                   | Icon Award Gala Honoring Queen Latifah (TV Special)                         |

### Режиссёр видеоклипов
- Kool G Rap & DJ Polo — «Erase Racism» (1990)
- H.E.A.L. — «Heal Yourself» (1991) (сорежиссёр)
- Shabba Ranks — «Mr. Loverman» (1992)
- Shabba Ranks — «Naked and Ready» (1992)
- Snoop Doggy Dogg — «Who Am I? (What’s My Name?)» (1993)
- Nas — «One Love» (1994)
- Murder Was the Case: The Movie (1995) (видеоклип «What’s My Name?»)
- Ini Kamoze — Listen Me Tic (1995)

### Режиссёр документальных фильмов
- Grass is Greener (2019)